# Ellen Bollansee
Ellen Bollansee est une ancienne cycliste belge, née le 16 mars 1980 à Herentals, spécialiste du BMX.

## Palmarès en BMX

### Championnats du monde
- 1997
  -  Médaillée de bronze en juniors
- 1998
  -  Médaillée de bronze du championnat du monde
- 1999
  - 8e du championnat du monde
- 2000
  -  Médaillée d'argent du championnat du monde
- 2001
  - 6e du championnat du monde

### Championnats d'Europe
- 1998
  -  Championne d'Europe juniors de BMX
- 1999
  -  Championne d'Europe de BMX
- 2000
  -  Championne d'Europe de BMX

### Autres
- 1988
  - Challenge championnat du monde
- 1995
  - Challenge championnat du monde
  - Challenge championnat d'Europe
- 1996
  - Challenge championnat d'Europe
- 1997
  - The Swatch UCI-BMX World Challenge - Étape de Soumagne (Belgique) : 2e
- 1999
  - The Swatch-UCI BMX World Cup - Étape de Valkenswaard (Pays-Bas) : 2e
  - The Swatch-UCI BMX World Cup - Étape de Doetinchem (Pays-Bas) : 3e